# Mireia Calafell i Obiol
Mireia Calafell Obiol (Barcelona, 23 de junio de 1980) es una escritora española en lengua catalana.
Como escritora ha publicado Poètiques del cos (Galerada, 2006; Premio de poesía Amadeu Oller 2006 y VIII Memorial Anna Dodas 2008), Costures (2010; Premio Josep M. López Picó de Poesía 2009), Tantes mudes (2014; Premio de poesía Benvingut Oliver 2013) y Nosaltres, qui (2020). En 2015 recibió el Premio Lletra d'Or al mejor libro publicado en catalán por Tantes Mudes, poemario que ha sido traducido recientemente al castellano (Stendhal Books). Algunos de sus poemas forman parte de antologías publicadas en Argentina, Brasil, Países Bajos, Reino Unido, Emiratos Árabes y España.
Licenciada en Humanidades por la Universidad Pompeu Fabra, trabaja a Artsmoved, desde donde desarrolla proyectos culturales y educativos. Desde 2016 es codirectora del festival Poesia i +. En el ámbito de la investigación, ha publicado varios artículos en revistas especializadas en estudios culturales. Ha sido codirectora, con Meri Torras, de la colección de ensayos breves “Los textos del cuerpo” y ha editado, con Aina Pérez Fontdevila, el libro El cuerpo en mente. Versiones del ser desde el pensamiento contemporáneo (2011). Ha publicado, con Begonya Sáez e Isabel Segura, el libro Off the record. Representacions frontereres de la memòria històrica de les dones (2011).

## Obra
- Poètiques del cos. Cabrera de Mar: Editorial Galerada, 2006. (Premio Amadeu Oller 2006,[4] Premio Anna Dodas 2008)
- Costures. Barcelona: Viena Edicions, 2010. (Premio Josep M. López Picó de Poesía 2009)
- Tantes mudes. Catarroja: Perifèric Edicions, 2014 (Premio Benvingut Oliver, 2013; Premio Lletra d'Or 2015[5])
- Tantas mudas: Barcelona: Stendhal Books, 2016. Traducción de Flavia Company.[6]
- Nosaltres, qui. Barcelona: LaBreu Edicions, 2020. (Premio Mallorca de poesía 2019[7])